# Creosootstruik
De creosootstruik (Larrea tridentata) is een bedektzadige plant uit de familie Zygophyllaceae. De soort is vernoemd naar J.A. Hernandez de Larrea, een Spaanse priester.

## Verspreiding
De struik komt voornamelijk voor in Amerikaanse woestijnen.

## Levensduur
Individuele exemplaren kunnen zeer oud worden. Er bestaan creosootstruiken van rond de 11.000 jaar oud. De kleine, wasachtige bladeren verminderen het vochtverlies en in droge periode vallen ze af. Hierdoor kan de struik meer dan twee jaar zonder regen. De struik bloeit alleen wanneer het heeft geregend.